# 三好信浩
三好 信浩（みよし のぶひろ、1932年8月18日 - 2024年1月24日）は、日本の産業教育史学者、広島大学・比治山大学名誉教授。

## 略歴
大分県日田市生まれ。1961年広島大学大学院教育学研究科博士課程満期退学、1966年「英国公教育制度成立課程の研究 ケイ・シャトルワースを中心にして」で教育学博士。茨城大学講師、助教授、大阪市立大学助教授、広島大学教育学部助教授をへて、教授、1996年定年退官、名誉教授となり、甲南女子大学教授、比治山大学学長を務め、名誉教授となった。
2013年4月瑞宝中綬章受章。
2024年1月24日に悪性リンパ腫のため、広島県福山市の病院で死去。91歳没。

## 著書
- 『イギリス公教育の歴史的構造』亜紀書房 1968
- 『教師教育の成立と発展 アメリカ教師教育制度史論』東洋館出版社 1972
- 『イギリス労働党公教育政策史』亜紀書房 1974
- 『日本工業教育成立史の研究 近代日本の工業化と教育』風間書房 1979
- 『日本農業教育成立史の研究 日本農業の近代化と教育』風間書房 1982
- 『明治のエンジニア教育 日本とイギリスのちがい』1983 中公新書
- 『日本商業教育成立史の研究 日本商業の近代化と教育』風間書房 1985
- 『日本教育の開国 外国教師と近代日本』福村出版 1986
- 『商売往来の世界 日本型「商人」の原像をさぐる』日本放送出版協会 (NHKブックス) 1987
- 『ダイアーの日本』福村出版 (異文化接触と日本の教育)1989
- 『日本師範教育史の構造 地域実態史からの解析』東洋館出版社 1991
- 『近代日本産業啓蒙書の研究 日本産業啓蒙史』風間書房 1992-95
- 『私の万時簿 広島大学最終講義』風間書房 1996
- 『産業教育人物史研究』全3巻　風間書房

1『手島精一と日本工業教育発達史』1999
2『横井時敬と日本農業教育発達史』2000
3『渋沢栄一と日本商業教育発達史』2001
- 『日本の女性と産業教育 近代産業社会における女性の役割』東信堂 2000
- 『日本工業教育発達史の研究』風間書房 2005
- 『日本工業教育成立史の研究』風間書房 2012
- 『日本商業教育発達史の研究』風間書房 2012
- 『日本商業教育成立史の研究』風間書房 2012
- 『日本農業教育発達史の研究』風間書房 2012
- 『日本農業教育成立史の研究』風間書房 2012
- 『産業教育地域実態史の研究』風間書房 2012
- 『日本女子産業教育史の研究』風間書房 2012
- 『納富介次郎 1844-1918』佐賀県立佐賀城本丸歴史館 (佐賀偉人伝)　2013
- 『日本の産業教育 歴史からの展望』名古屋大学出版会 2016

### 共編
- 『教育原論』上原貞雄共編 福村出版 (教職科学講座)1992
- 『日本教育史』編 福村出版 (教職科学講座)1993

### 翻訳
- R.S.ピーターズ『現代教育の倫理 その基礎的分析』塚崎智共訳 黎明書房 1971
- ヴェイジー『平均以下の子どものための教育 教育改革の視座と構想』佐藤三郎共訳 明治図書出版 1971

## 論文
- <三好信浩